# Дарданьї
Дарданьї (фр. Dardagny) — громада  в Швейцарії в кантоні Женева.

## Географія
Громада розташована на відстані близько 140 км на південний захід від Берна, 12 км на захід від Женеви.
Дарданьї має площу 8,6 км², з яких на 9,4% дозволяється будівництво (житлове та будівництво доріг), 61,3% використовуються в сільськогосподарських цілях, 26% зайнято лісами, 3,3% не є продуктивними (річки, льодовики або гори).

## Демографія
2019 року в громаді мешкало 1867 осіб (+26,4% порівняно з 2010 роком), іноземців було 28,4%. Густота населення становила 217 осіб/км².
За віковим діапазоном населення розподілялося таким чином: 22,7% — особи молодші 20 років, 60,7% — особи у віці 20—64 років, 16,6% — особи у віці 65 років та старші. Було 628 помешкань (у середньому 2,8 особи в помешканні).
Із загальної кількості 676 працюючих 98 було зайнятих в первинному секторі, 338 — в обробній промисловості, 240 — в галузі послуг.